# Araçari-banana
O araçari-banana , ou araçari-branco (Pteroglossus bailloni), é uma espécie de ave da família Ramphastidae. Foi classificado originalmente no gênero Ramphastos, por Louis Jean Pierre Vieillot, em 1819, homenageando o zoólogo francês Louis Antoine François Baillon. Também foi colocado no gênero Andigena por algumas autoridades científicas e, durante o século XX, no gênero monotípico Baillonius; mas Kimura et al. (em 2004) foi capaz de determinar que o araçari-banana pertence ao gênero Pteroglossus, junto com as outras espécies de araçaris. É encontrado na região sudeste do Brasil (Mata Atlântica) até a região sul, norte da Argentina e leste do Paraguai.

## Descrição
O araçari-banana não apresenta grande dimorfismo sexual, mas as cores do macho são mais vistosas. É inconfundível em sua coloração, sendo facilmente identificável por ser amarelo-açafrão, por baixo, e verde-oliva, por cima; apresentando manchas características de cor vermelha ao redor dos olhos e na base de seu bico azul acinzentado, cuja extremidade é verde-amarelada. Mede entre 35 a 39 centímetros de comprimento.

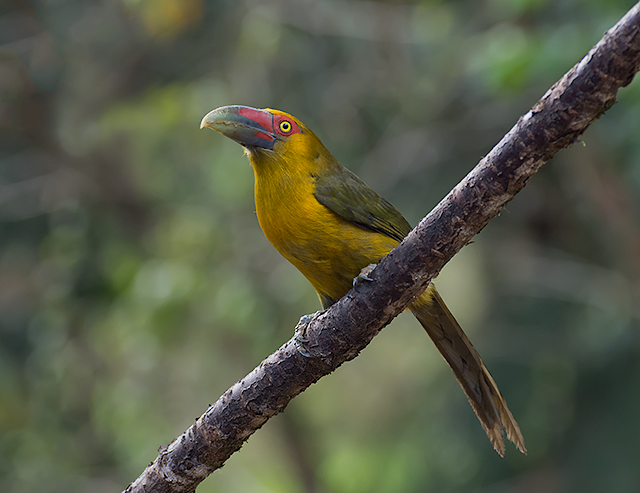
Fotografia do araçari-banana (Pteroglossus bailloni) em Tapiraí, estado de São Paulo, Brasil.

## Nidificação e comportamento nupcial
Sua biologia reprodutiva é pouco conhecida, mas fêmeas constroem seus ninhos em cavidades ou buracos de árvores, até mesmo aproveitando os ninhos de pica-paus, ou em cupinzeiros; onde colocam de dois a quatro ovos. Antes, durante as cerimônias pré-cópula, o macho presenteia a fêmea com alimentos, com o cuidado parental dos filhotes realizado por ambos os sexos.

## Habitat, distribuição e alimentação
Pteroglossus bailloni é encontrado em habitat de florestas tropicais pluviais, nas matas que vão do nível médio do mar até as regiões montanhosas (como em Itatiaia) e que apresentem pouca fragmentação florestal; frequentemente em grupos de quatro a sete indivíduos; indo, a sua distribuição geográfica, do sudeste e sul do Brasil, entre o Espírito Santo e Minas Gerais, até o Rio Grande do Sul (com registro de sua presença em Pernambuco), norte da Argentina (Misiones) e leste do Paraguai. Sua alimentação consiste de frutos, sobretudo de palmeira Içara (Euterpe) ou de plantas de Cecropia, Ficus, Sloanea e Nectandra; ou de insetos, além de comer os ovos e filhotes de outras aves, cujos ninhos costumam atacar.

## Vocalização
Segundo Helmut Sick, sua vocalização difere da de outras espécies de araçari: "pre-tet", "psett-psett...", às vezes acelerado; "spitz-spitz"; "tzä-tzä-tzä" (voando) e assovios melodiosos, "gui-gui-gui", que poderiam pertencer a um pica-pau do gênero Celeus.

## Conservação
De acordo com a União Internacional para a Conservação da Natureza (IUCN), no Brasil existe um comércio ilegal dessas aves em gaiolas, com caça e perda significativa de seu habitat por desmatamento. As florestas montanhosas sofreram menos destruição do que as florestas de planície, mas as florestas isoladas no norte de sua área de distribuição foram reduzidas pela expansão de pastagens e cultivo, com incêndios se espalhando nestas áreas. Na Argentina, o comércio e a caça são aparentemente menores, mas ainda são caçados no Paraguai.